# The Voice Georgia
The Voice Georgia (in georgiano The Voice საქართველო?, The Voice Sakartvelo) è un talent show georgiano in onda dal 2013 al 2016 in prima serata su IEMDI TV, per poi spostarsi dal 2021 su 1TV. Si tratta della versione georgiana del talent show The Voice, format olandese trasmesso in tutto il mondo e ideato da John de Mol, creatore del Grande Fratello.
Il programma veniva realizzato presso gli studi televisivi della Georgian Public Broadcaster (GPB) di Tbilisi.

## Format
Diversamente da quanto avviene in altri talent show, in The Voice gli aspiranti cantanti si esibiscono davanti ad una giuria seduta su delle poltrone rosse con un pulsante davanti e completamente di spalle al cantante; essa è composta da quattro personaggi del panorama musicale georgiano, definiti coach. Questi ultimi non saranno condizionati dall'aspetto fisico del concorrente, ma soltanto dalla "voce" (come recita il titolo del programma), la quale sarà l'unico elemento necessario per far premere il pulsante e far girare uno o più coach, e di conseguenza far entrare il concorrente nel proprio team di appartenenza. I quattro coach (a differenza di una "giuria") vengono definiti tali poiché, man mano che formeranno le loro squadre, aiuteranno i concorrenti nel migliorare le loro doti canore durante la loro permanenza nel programma. Una particolarità del programma, unica nel suo genere, è il fatto che tutte le canzoni vengono eseguite da un'orchestra live presente in studio.
Dopo aver formato i team nelle audizioni, ogni squadra vedrà fronteggiare i membri della stessa in varie sfide eliminatorie sino alla finale in diretta, dove si avrà un finalista rimanente per ogni team fino a decretare la vittoria della miglior voce della Georgia.
Il vincitore del talent show, decretato tramite il televoto da casa via telefono fisso o mobile, si aggiudica un contratto discografico con la Universal Music. Nel 2023 ha dato inoltre al vincitore la possibilità di rappresentare il paese all'Eurovision Song Contest 2023.
Il programma è suddiviso in tre fasi:
- Blind Auditions: audizioni al buio;
- The Battles: duetto su una singola canzone;
- Live Show: puntate in diretta comprese la semifinale e la finale.

## Edizioni
Legenda
- Team Merab
- Team Nino
- Team Stephane & Maia
- Team Dato
- Team Lela
- Team Stephane
- Team Maia
- Team Nutsa
- Team Anri
- Team Keti
- Team Nodiko
- Team Niaz
- Team Salio
- Team Nika
- Team Evgena
- Team Sopo

| Edizione | Inizio           | Fine            | Rete     | Vincitore          | Finalisti                                  | Finalisti                         | Finalisti                         | Coach vincitore       | Conduttori        | Conduttori        | Coach (in ordine di sedia) | Coach (in ordine di sedia) | Coach (in ordine di sedia) | Coach (in ordine di sedia) |
| -------- | ---------------- | --------------- | -------- | ------------------ | ------------------------------------------ | --------------------------------- | --------------------------------- | --------------------- | ----------------- | ----------------- | -------------------------- | -------------------------- | -------------------------- | -------------------------- |
| 1ª       | 4 ottobre 2012   | 12 gennaio 2013 | IMEDI TV | Salome Katamadze   | Nini Tsnobiladze                           | Sandro Kadagidze                  | Tika Jamburia                     | Dato Porchkhidze      | Anna Imedashvili  | Duta Skhirtladze  | Merab Sepashvili           | Nino Chkheidze             | Stephane & Maia            | Dato Porchkhidze           |
| 2ª       | 3 ottobre 2013   | 12 gennaio 2014 | IMEDI TV | Mariam Chachkhiani | Tamar Jgushia                              | Nika Lazariashvili                | Tiko Mosemghvdlishvili            | Dato Porchkhidze      | Anna Imedashvili  | Duta Skhirtladze  | Lela Tsurtsumia            | Stephane Mgebrishvili      | Maia Darsmelidze           | Dato Porchkhidze           |
| 3ª       | 10 ottobre 2015  | 5 gennaio 2016  | IMEDI TV | Giorgi Nadibaidze  | Salome Dolidze                             | Shotiko Tatishvili                | Vano Turabelidze                  | Keti Topuria          | Anna Imedashvili  | Duta Skhirtladze  | Nutsa Shanshiashvili       | Anri Jokhadze              | Keti Topuria               | Nodiko Tatishvili          |
| 4ª       | 20 febbraio 2021 | 15 maggio 2021  | 1TV      | Magda Ivanishvili  | Ana Morgoshia Salome Tatarashvili          | Ana Morgoshia Salome Tatarashvili | Ana Morgoshia Salome Tatarashvili | Stephane Mgebrishvili | Ruska Makashvili  | Ruska Makashvili  | Niaz Diasamidze            | Salio                      | Stephane Mgebrishvili      | Nikoloz "Nika" Rachveli    |
| 4ª       | 20 febbraio 2021 | 15 maggio 2021  | 1TV      | Magda Ivanishvili  | Khatia Kinkladze Luka Liluashvili          |                                   |                                   | Stephane Mgebrishvili | Ruska Makashvili  | Ruska Makashvili  | Niaz Diasamidze            | Salio                      | Stephane Mgebrishvili      | Nikoloz "Nika" Rachveli    |
| 4ª       | 20 febbraio 2021 | 15 maggio 2021  | 1TV      | Magda Ivanishvili  | Tekla Tsverikmazashvili                    |                                   |                                   | Stephane Mgebrishvili | Ruska Makashvili  | Ruska Makashvili  | Niaz Diasamidze            | Salio                      | Stephane Mgebrishvili      | Nikoloz "Nika" Rachveli    |
| 4ª       | 20 febbraio 2021 | 15 maggio 2021  | 1TV      | Magda Ivanishvili  | Violeta Mgaloblishvili Marita Tsetskhladze |                                   |                                   | Stephane Mgebrishvili | Ruska Makashvili  | Ruska Makashvili  | Niaz Diasamidze            | Salio                      | Stephane Mgebrishvili      | Nikoloz "Nika" Rachveli    |
| 5ª       | 8 dicembre 2022  | 2 febbraio 2023 | 1TV      | Iru Khechanovi     | Anka Tatarashvili Likuna Tutisani          | Anka Tatarashvili Likuna Tutisani | Anka Tatarashvili Likuna Tutisani | Dato Porchkhidze      | Gvantsa Daraselia | Gvantsa Daraselia | Dato Porchkhidze           | Dato "Evgena" Evgenidze    | Sopo Toroshelidze          | Stephane Mgebrishvili      |
| 5ª       | 8 dicembre 2022  | 2 febbraio 2023 | 1TV      | Iru Khechanovi     | Giorgi Datiashvili Kakha Aslamazashvili    |                                   |                                   | Dato Porchkhidze      | Gvantsa Daraselia | Gvantsa Daraselia | Dato Porchkhidze           | Dato "Evgena" Evgenidze    | Sopo Toroshelidze          | Stephane Mgebrishvili      |
| 5ª       | 8 dicembre 2022  | 2 febbraio 2023 | 1TV      | Iru Khechanovi     | Lika Siradze Tina Datikashvili             |                                   |                                   | Dato Porchkhidze      | Gvantsa Daraselia | Gvantsa Daraselia | Dato Porchkhidze           | Dato "Evgena" Evgenidze    | Sopo Toroshelidze          | Stephane Mgebrishvili      |
| 5ª       | 8 dicembre 2022  | 2 febbraio 2023 | 1TV      | Iru Khechanovi     | Tako Kakalashvili                          |                                   |                                   | Dato Porchkhidze      | Gvantsa Daraselia | Gvantsa Daraselia | Dato Porchkhidze           | Dato "Evgena" Evgenidze    | Sopo Toroshelidze          | Stephane Mgebrishvili      |

## Coach e conduttori

### Coach
| Coach                 | Edizioni | Edizioni | Edizioni | Edizioni | Edizioni | Totale |
| Coach                 | 1ª       | 2ª       | 3ª       | 4ª       | 5ª       | Totale |
| --------------------- | -------- | -------- | -------- | -------- | -------- | ------ |
| Stephane Mgebrishvili |          |          |          |          |          | 4      |
| Dato Porchkhidze      |          |          |          |          |          | 3      |
| Maia Darsmelidze      |          |          |          |          |          | 2      |
| Nino Chkheidze        |          |          |          |          |          | 1      |
| Merab Sepashvili      |          |          |          |          |          | 1      |
| Lela Tsurtsumia       |          |          |          |          |          | 1      |
| Anri Jokhadze         |          |          |          |          |          | 1      |
| Keti Topuria          |          |          |          |          |          | 1      |
| Nodiko Tatishvili     |          |          |          |          |          | 1      |
| Nutsa Shanshiashvili  |          |          |          |          |          | 1      |
| Niaz Diasamidze       |          |          |          |          |          | 1      |
| Salio                 |          |          |          |          |          | 1      |
| Nikoloz Rachveli      |          |          |          |          |          | 1      |
| Sopo Toroshelidze     |          |          |          |          |          | 1      |
| Dato Evgenidze        |          |          |          |          |          | 1      |

### Conduttori
| Coach             | Edizioni | Edizioni | Edizioni | Edizioni | Edizioni | Totale |
| Coach             | 1ª       | 2ª       | 3ª       | 4ª       | 5ª       | Totale |
| ----------------- | -------- | -------- | -------- | -------- | -------- | ------ |
| Anna Imedashvili  |          |          |          |          |          | 3      |
| Duta Skhirtladze  |          |          |          |          |          | 3      |
| Ruska Makashvili  |          |          |          |          |          | 1      |
| Gvantsa Daraselia |          |          |          |          |          | 1      |

## Spin-off

### The Voice Kids Georgia
The Voice Kids Georgia (in georgiano ახალი საბავშო ხმა?, Akhali Sabavsho Khma) è uno spin-off del programma andato in onda tra aprile e giugno 2012 su IMEDI TV, interamente dedicato ai bambini che hanno dai 6 ai 15 anni. I conduttori dello show sono stati Samory Balde e Ruska Makashvili, mentre, Dato Porchkhidze e Stephane Mgebrishvili hanno ripreso il loro ruolo da coach, a cui si è aggiunta la cantante ed attrice Eka Kakhiani.
Legenda
- Team Stephane
- Team Eka
- Team Dato

| Edizione | Inizio      | Fine        | Rete     | Vincitore           | Finalisti         | Finalisti                        | Finalisti                    | Coach vincitore  | Conduttori   | Conduttori       | Coach (in ordine di sedia) | Coach (in ordine di sedia) | Coach (in ordine di sedia) |
| -------- | ----------- | ----------- | -------- | ------------------- | ----------------- | -------------------------------- | ---------------------------- | ---------------- | ------------ | ---------------- | -------------------------- | -------------------------- | -------------------------- |
| 1ª       | Aprile 2013 | Giugno 2013 | IMEDI TV | Reziko Didebashvili | Giorgi Gigashvili | Giorgi Vardania Ledi Daliashvili | Liza Yenia Rati Mezvrishvili | Dato Porchkhidze | Samory Balde | Ruska Makashvili | Stephane Mgebrishvili      | Dato Porchkhidze           | Eka Kakhiani               |